# El Puig (Estaràs)
El Puig és una muntanya de 653 metres que es troba al municipi d'Estaràs, a la comarca catalana de la Segarra.